# Малые временные РНК
Малые временные РНК (мвРНК) регулирует экспрессию генов во время развития круглых червей, предотвращая трансляцию мРНК, которые они связывают.  В отличие от миРНК, мвРНК подавляют экспрессию РНК-мишени после инициации трансляции, не влияя на стабильность мРНК.  В настоящее время мвРНК более известны как миРНК .
МвРНК осуществляют негативную посттранскрипционную регуляцию, связываясь с комплементарными последовательностями в 3'-нетранслируемых областях своих генов-мишеней. МвРНК транскрибируются как более длинные РНК-предшественники, которые процессируются РНКазой Dicer / DCR-1 и членами семейства белков RDE-1 / AGO1, которые более известны своей ролью в РНК-интерференции ( RNAi ). МвРНК могут функционировать, чтобы контролировать временную идентичность во время развития у C. elegans и других организмов. 